# Binjamin Temkin
Binjamin Temkin (hebr.: בנימין טמקין, ur. 7 marca 1945 w Monterrey) – meksykańsko-izraelski politolog i polityk, w latach 1992–1996 poseł do Knesetu.

## Życiorys
Urodził się 7 marca 1945 w meksykańskim Monterrey. W 1971 wyemigrował do Izraela.
Służbę wojskową zakończył w stopniu kaprala. Ukończył politologię na Uniwersytecie Hebrajskim w Jerozolimie, zdobywając tytuł M.A., następnie obronił pracę doktorską na nowojorskim Columbia University.
Od 1985 był przewodniczącym rady partii Ratz (רצ, Ruch dla Praw Obywatelskich i Pokoju), założonej przez Szulammit Alloni, a w latach 1989–1992 sekretarzem generalnym partii.
W wyborach parlamentarnych w 1992 po raz pierwszy i jedyny dostał się do izraelskiego parlamentu z listy partii Merec, powstałej po połączeniu Ratz, Mapam i Szinui. W trzynastym Knesecie zasiadał w komisjach pracy i spraw społecznych, spraw wewnętrznych i środowiska. Był także przewodniczącym specjalnej komisji ds. przemocy wobec młodzieży.
Powrócił do Meksyku i pracy akademickiej, jest profesorem Universidad Autónoma de Nuevo León w San Nicolás de los Garza (Nuevo León), działa także we FLACSO (Facultad Latinoamericana de Ciencias Sociales).